# Янік Ґерс
Янік Роберт Ґерс (англ. Janick Robert Gers; нар. 27 січня 1957) — британський гітарист, музикант, автор пісень, насамперед відомий як гітарист популярного хеві-метал гурту Iron Maiden. Його батько, Болеслав, був офіцером польського військово-морського флоту.
Ґерс був гітаристом відомого гурту White Spirit доки не проиєдинався до гурту Яна Ґіллана Gillan, яка була сформована колишнім вокалістом славетного рок-гурту Deep Purple. Після того, як Ґіллан знов повернувся до Deep Purple, його команда була розпущена, а Янік приєдинався до гурту Gogmagog, яка була сформована колишнім вокалістом Iron Maiden Полом ДіАнно і ударником Клайвом Берром. Янік також був запрошений до гурту Marillion. У 1990, він грав на гітарі в альбомі Tattooed Millionaire вокаліста Iron Maiden Брюса Дикінсона. Упродовж запису цього альбому він був запрошений на прослуховування до гурту Iron Maiden, де замінив звільненого гітариста Адріана Сміта. З 1990—1999 Янік був другим гітаристом у гурті.

## Дискографія

### Iron Maiden
- No Prayer for the Dying (1990)
- Fear of the Dark (1992)
- A Real Live One (Live, 1993)
- A Real Dead One (Live, 1993)
- Live at Donington (Live, 1993)
- The X Factor (1995)
- Virtual XI (1998)
- Brave New World (2000)
- Rock in Rio (Live, 2002)
- Dance of Death (2003)
- Death on the Road (Live, 2005)
- A Matter of Life and Death (2006)
- The Final Frontier (2010)

### White Spirit
- White Spirit (1980)

### Gillan
- Double Trouble (1981)
- Magic (1982)

### Gogmagog
- I Will Be There EP (1985)

### Fish
- Vigil in a Wilderness of Mirrors (1990)

### Брюс Дікінсон
- Tattooed Millionaire (1990)